# Bath (Carolina del Sur)
Bath es un área no incorporada ubicada del condado de Aiken en el estado estadounidense de Carolina del Sur. La comunidad se encuentra en Midland Valley, y su código postal es 29816.